# Banque centrale d'Irak
La banque centrale d'Irak (en arabe: البنك المركزي العراقي) CBI est une autorité monétaire créée en 1947, peu après la fin de l'occupation britannique de l'Irak. Ses principaux objectifs sont d'assurer la stabilité des prix intérieurs et de favoriser un système financier stable et compétitif, fondé sur le marché.

## Histoire
Après la Première Guerre mondiale et la dissolution de l'Empire ottoman, le système monétaire irakien fut administré par le Mandat britannique de Mésopotamie jusqu'en 1931, date à laquelle le Conseil monétaire irakien fut créé à Londres pour émettre le nouveau dinar irakien et gérer ses réserves. Le Conseil monétaire irakien mena une « politique monétaire conservatrice, maintenant des réserves très élevées derrière le dinar », qui fut « encore renforcée par son rattachement à la livre sterling ».
En 1949, la caisse d'émission fut remplacée par la Banque nationale d'Irak, fondée deux ans plus tôt, le 16 novembre 1947. La Banque nationale d'Irak devint la Banque centrale d'Irak en 1956. Depuis la création de sa propre banque centrale, le système monétaire irakien était « en proie à une mauvaise gestion, à des mesures coercitives provisoires et à la production d'une monnaie instable et peu fiable, inéchangeable sur le marché international depuis de nombreuses années ». Saddam Hussein utilisa la monnaie et le dinar comme « un puissant instrument de répression ».
À partir du 18 mars 2003 (veille de l'entrée des forces américaines à Bagdad), près d'un milliard de dollars américains furent volés à la Banque centrale d'Irak. Ce mois-là, une note manuscrite signée par Saddam Hussein fit surface, ordonnant le retrait de 920 millions de dollars et leur remise à son fils Qusay Hussein.Les responsables de la banque affirment que Qusay et un autre homme non identifié ont supervisé le chargement de l'argent liquide, des boîtes de billets de 100 dollars sécurisées par des scellés estampillés, connus sous le nom d'argent de sécurité, dans des camions et des remorques au cours d'une opération de cinq heures. Ce braquage de banque était considéré comme le plus important de l'histoire jusqu'en 2011,. Qusay Hussein a ensuite été tué par la 101e division aéroportée américaine au cours d'une bataille.
Des inspecteurs du Département du Trésor américain et de l'Autorité provisoire de la coalition ont découvert la banque en ruines après la bataille de Bagdad et les pillages massifs qui ont suivi l'invasion. Après la chute du gouvernement de Saddam Hussein, la Banque centrale d'Irak a été créée en tant que banque centrale indépendante du pays par la loi de 2004 sur la Banque centrale d'Irak, avec un capital autorisé de 100 milliards de dinars. Selon cette loi, le capital social de la banque devait être détenu à 100 % par l'État et ne pouvait être transféré.
La Constitution irakienne stipule que la Banque centrale est une institution financièrement et administrativement indépendante, responsable devant le Conseil des représentants irakien. Selon la Constitution, le gouvernement fédéral irakien a le pouvoir exclusif de créer et d'administrer une banque centrale.
Le 25 janvier 2011, la Cour suprême irakienne a statué que la Banque centrale irakienne devait être placée sous la supervision du Conseil des ministres irakien. Sinan Al Shabibi, alors président de la Banque centrale, a averti que cette décision menacerait l'indépendance requise de l'institution.
Lors de la bataille de Mossoul en juin 2014, des militants de l'État islamique d'Irak et du Levant (EIIL) ont pillé la Banque centrale de Mossoul, emportant plus de 429 millions de dollars.

## Architecture
Le siège de la banque, conçu par le cabinet d'architectes danois Dissing+Weitling, a été achevé en 1985. Il s'agit d'un bâtiment cubique en béton armé revêtu de marbre. Composé de peu d'ouvertures extérieures, il s'articule autour d'une cour intérieure qui traverse le cœur de la structure et culmine à 40 m de hauteur. Cette cour est entourée de bureaux séparés par un mur-rideau intérieur en verre.
En août 2010, l'architecte Zaha Hadid, née à Bagdad, a été chargée de concevoir le nouveau siège de la Banque centrale à Bagdad. Les premières discussions sur le projet ont eu lieu à Istanbul, en Turquie, le 14 août 2010, en présence du gouverneur de la Banque centrale, Sinan Al Shabibi. Le 2 février 2012, Zaha Hadid a rejoint Sinan Al Shabibi lors d'une cérémonie à Londres pour la signature de l'accord entre la Banque centrale d'Irak et le cabinet Zaha Hadid Architects pour la conception du nouveau siège de la CBI.

## Liste de Gouverneurs
| Rang | Nom                       | Mandat                          |     | Rang                    | Nom                             | Mandat |
| ---- | ------------------------- | ------------------------------- | --- | ----------------------- | ------------------------------- | ------ |
| 1er  | Tawfiq al-Suwaidi         | (juillet 1948 – février 1949)   | 16e | Hassan Tawfiq Al-Najafi | (juillet 1979 – octobre 1984)   |        |
| 2e   | Saleh Haidar              | (février 1949 – mars 1949)      | 17e | Hikmat Mizban Ibrahim   | (octobre 1984 – octobre 1987)   |        |
| 3e   | Abdulellah Hafedh         | (mars 1949 – avril 1959)        | 18e | Subhi Nadhem Frankool   | (juin 1989 – juin 1991)         |        |
| 4e   | Nadhim al-Zahawi          | (mai 1959 – novembre 1960)      | 19e | Tariq Taleb al-Takmachi | (décembre 1991 – mai 1994)      |        |
| 5e   | Abdullatif al-Shawaf      | (novembre 1960 – décembre 1962) | 20e | Essam Rasheed Howaish   | (juin 1994 – avril 2003)        |        |
| 6e   | Ahmed Abdullbaqy          | (janvier 1963 – janvier 1963)   | 21e | Sinan Al Shabibi        | (septembre 2003 – octobre 2012) |        |
| 7e   | Abdulhassan Zalzalah      | (janvier 1963 – août 1963)      | 22e | Abdel Basset Turki      | (octobre 2012 – septembre 2014) |        |
| 8e   | Khairuddin Haseeb         | (août 1963 – novembre 1965)     | 23e | Ali Mohsen al-Alaq      | (septembre 2014 – sept. 2020)   |        |
| 9e   | Saleh Kubba               | (novembre 1965 – janvier 1969)  | 24e | Mustafa Ghaleb          | (septembre 2020 – janvier 2023) |        |
| 10e  | Abdulhassan Zalzalah      | (décembre 1968 – mai 1973)      | 25e | Ali Mohsen al-Alaq      | (janvier 2023 – )               |        |
| 11e  | Fawzi al-Qaisi            | (mai 1973 – décembre 1975)      |     |                         |                                 |        |
| 12e  | Ahmed Abdullbaqy          | (décembre 1975 – mai 1976)      |     |                         |                                 |        |
| 13e  | Salah al-Din al-Sheikhli  | (mai 1976 – juillet 1976)       |     |                         |                                 |        |
| 14e  | Fakhri Kadouri            | (juillet 1976 – avril 1978)     |     |                         |                                 |        |
| 15e  | Ezz al-Din Mohamed Saleem | (mai 1978 – juillet 1979)       |     |                         |                                 |        |